# Myrmecaelurus limbatus
Myrmecaelurus limbatus is een insect uit de familie van de mierenleeuwen (Myrmeleontidae), die tot de orde netvleugeligen (Neuroptera) behoort. 
Myrmecaelurus limbatus is voor het eerst wetenschappelijk beschreven door Navás in 1912.